# 1988年全仏オープン
1988年 全仏オープン（1988ねんぜんふつオープン、Internationaux de France de Roland-Garros 1988）は、フランス・パリにある「スタッド・ローラン・ギャロス」にて、1988年5月23日から6月5日にかけて開催された。

## シード選手

### 男子シングルス
1. イワン・レンドル　（ベスト8）
2. ステファン・エドベリ　（4回戦）
3. マッツ・ビランデル　（優勝、3年ぶり3度目）
4. パット・キャッシュ　（4回戦）
5. ボリス・ベッカー　（4回戦）
6. ヤニック・ノア　（4回戦）
7. ケント・カールソン　（4回戦）
8. ティム・メイヨット　（2回戦）
9. アンドレ・アガシ　（ベスト4）
10. アンダース・ヤリード　（1回戦）
11. アンリ・ルコント　（準優勝）
12. エミリオ・サンチェス　（ベスト8）
13. アンドレス・ゴメス　（2回戦）
14. アンドレイ・チェスノコフ　（ベスト8）
15. ギレルモ・ペレス＝ロルダン　（ベスト8）
16. ジョン・マッケンロー　（4回戦）

### 女子シングルス
1. シュテフィ・グラフ　（優勝、大会2連覇）
2. マルチナ・ナブラチロワ　（4回戦）
3. クリス・エバート　（3回戦）
4. ガブリエラ・サバティーニ　（ベスト4）
5. マニュエラ・マレーバ・フラニエール　（3回戦）
6. ヘレナ・スコバ　（ベスト8）
7. クラウディア・コーデ＝キルシュ　（3回戦）
8. ハナ・マンドリコワ　（2回戦）
9. ロリ・マクニール　（3回戦）
10. ジーナ・ガリソン　（4回戦）
11. カテリナ・マレーバ　（1回戦）
12. ラファエラ・レジ　（2回戦）
13. ナタリア・ズベレワ　（準優勝）
14. サンドラ・チェッキーニ　（3回戦）
15. シルビア・ハニカ　（4回戦）
16. （大会開始前に棄権）

## 大会経過

### 男子シングルス
準々決勝
- ヨナス・スベンソン vs.  イワン・レンドル　7-6, 7-5, 6-2
- アンリ・ルコント vs.  アンドレイ・チェスノコフ　6-3, 6-2, 7-6
- マッツ・ビランデル vs.  エミリオ・サンチェス　6-7, 7-6, 6-3, 6-4
- アンドレ・アガシ vs.  ギレルモ・ペレス＝ロルダン　6-2, 6-2, 6-4

準決勝
- アンリ・ルコント vs.  ヨナス・スベンソン　7-6, 6-2, 6-3
- マッツ・ビランデル vs.  アンドレ・アガシ　4-6, 6-2, 7-5, 5-7, 6-0

### 女子シングルス
準々決勝
- シュテフィ・グラフ vs.  ベッティーナ・フルコ　6-0, 6-1
- ガブリエラ・サバティーニ vs.  ヘレン・ケレシ　4-6, 6-1, 6-3
- ニコル・プロビス vs.  アランチャ・サンチェス・ビカリオ　7-5, 3-6, 6-4
- ナタリア・ズベレワ vs.  ヘレナ・スコバ　6-2, 6-3

準決勝
- シュテフィ・グラフ vs.  ガブリエラ・サバティーニ　6-3, 7-6
- ナタリア・ズベレワ vs.  ニコル・プロビス　6-3, 6-7, 7-5

## 決勝戦の結果
- 男子シングルス： マッツ・ビランデル vs.  アンリ・ルコント　7-5, 6-2, 6-1
- 女子シングルス： シュテフィ・グラフ vs.  ナタリア・ズベレワ　6-0, 6-0　（注：試合時間38分）
- 男子ダブルス： アンドレス・ゴメス＆ エミリオ・サンチェス vs.  ジョン・フィッツジェラルド＆ アンダース・ヤリード　6-3, 6-7, 6-4, 6-3
- 女子ダブルス： マルチナ・ナブラチロワ＆ パム・シュライバー vs.  クラウディア・コーデ＝キルシュ＆ ヘレナ・スコバ　6-2, 7-5
- 混合ダブルス： ホルヘ・ロザノ＆ ロリ・マクニール vs.  ミキエル・シャパース＆ ブレンダ・シュルツ　7-5, 6-2

## みどころ
- 男子シングルス優勝者のマッツ・ビランデル、女子シングルス優勝者のシュテフィ・グラフとも全豪オープンに続く4大大会2連勝を達成。ビランデルの男子シングルス「3勝」は、イワン・レンドルと並ぶ全仏男子歴代4位タイ記録。女子シングルス決勝ではナタリア・ズベレワがグラフから1ゲームも奪えず、38分で試合が終了した。4大大会シングルス決勝での“6-0 / 6-0”は史上初めて。
- 女子シングルスでは、ベテラン選手の早期敗退が目立った。全仏オープン「7勝」の最多優勝記録保持者、クリス・エバートが3回戦でアランチャ・サンチェス・ビカリオに敗退。1985年から1987年まで3年連続準優勝のマルチナ・ナブラチロワも、4回戦でナタリア・ズベレワに敗れた。男子の大会前年優勝者イワン・レンドルも準々決勝でヨナス・スベンソン（スウェーデン）に敗れ、全仏オープン3連覇はならなかった。
- この大会の日本人選手は、当時28歳の柳昌子の女子シングルス3回戦進出が最高成績だった。柳は第4シードのガブリエラ・サバティーニに 2-6, 1-6 で敗れたが、これが彼女の4大大会自己最高成績である。